# Table de Pierre d'Aubevoye
La table de pierre d’Aubevoye est située sur la commune d’Aubevoye dans le département de l’Eure en France.

## Description
L'édifice est une petite table de pierre fruste formée d’une pierre posée horizontalement et supportée par deux pierres verticales.

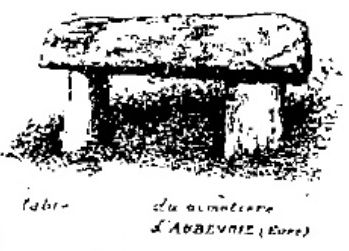
Dessin de Léon Coutil vers 1918.
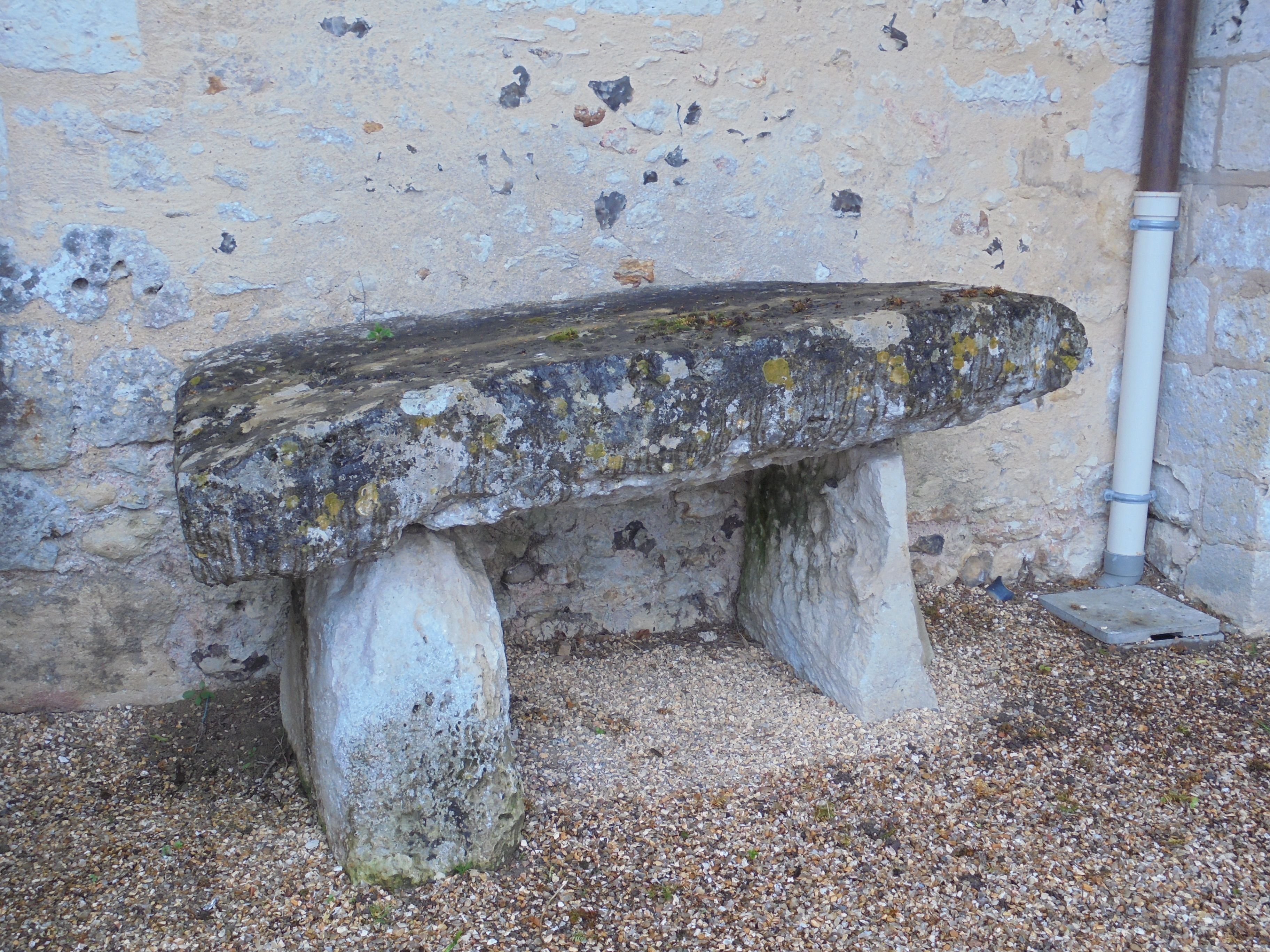
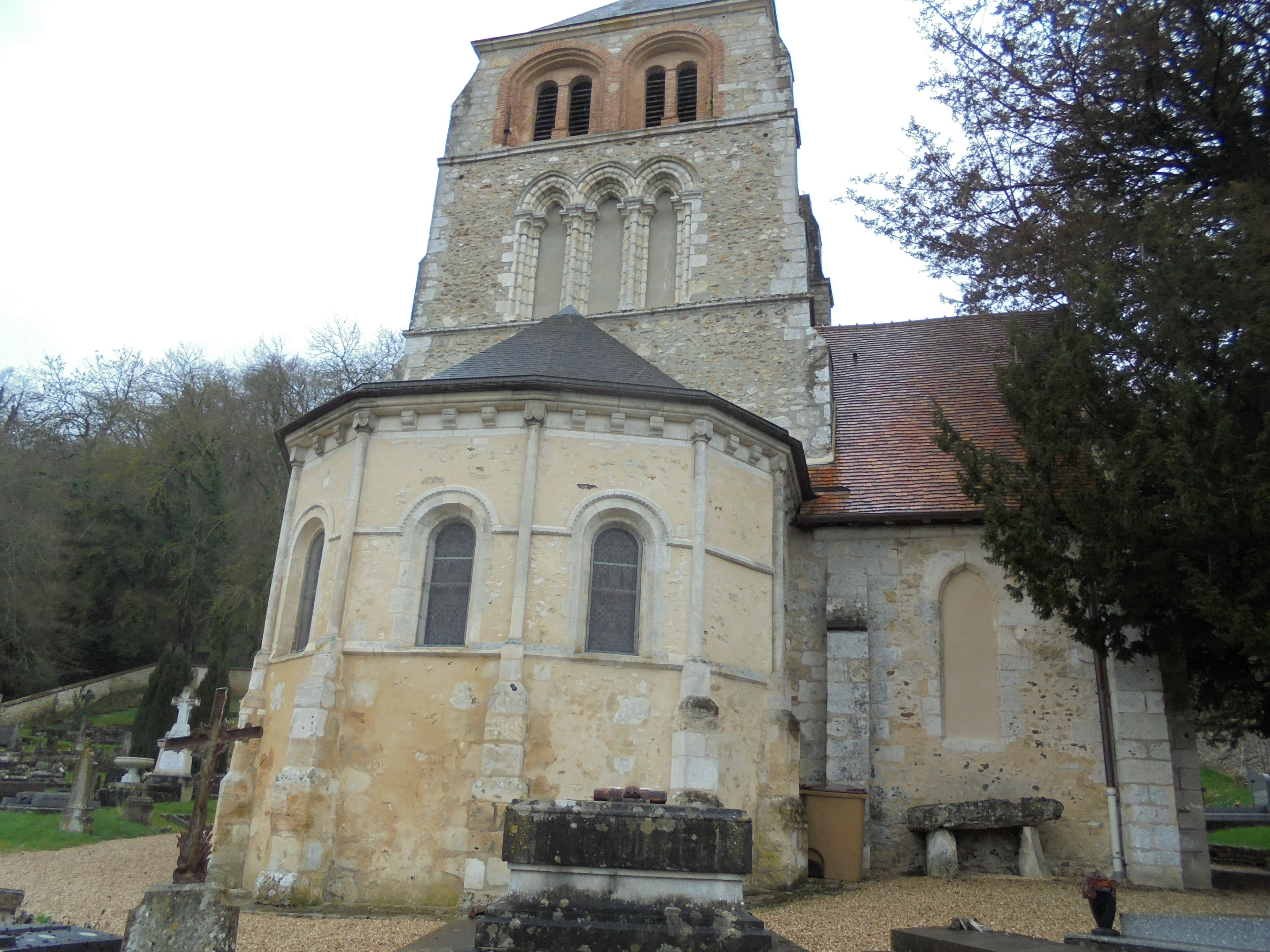
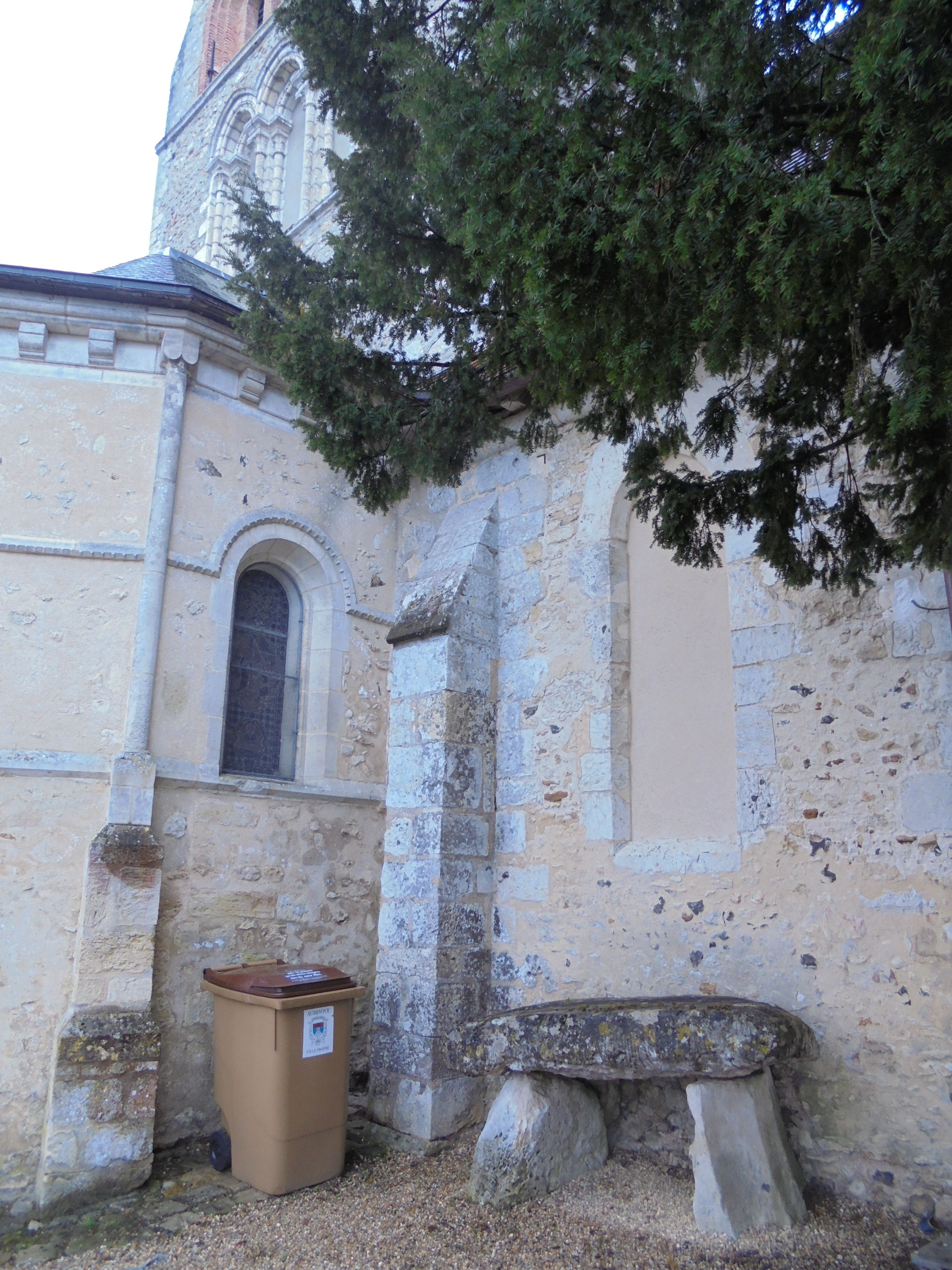

## Historique
Aucun des historiens qui ont examiné ce monument ne s’est engagé à en certifier une origine mégalithique. Le vicomte de Pulligny qui est le premier à le mentionner en 1879 écrit que « l’on ne peut affirmer qu’elle soit d’origine celtique ». Léon Coutil, président de la Société préhistorique française, la classe parmi les « pierres à légendes ou monuments indéterminés » mais il la mentionne par égard pour l’importance qu’y attachent les frères de Charité d’Aubevoye.
C’est en effet sur cette pierre que les chartreux de Gaillon percevaient la dîme jusqu’à la Révolution. C’était également sur cette table que les nouveaux Frères prêtaient serment avant que leur nom ne soit inscrit sur le registre de la confrérie posé sur le monument. Une fois par an, les membres de la Confrérie proposaient à la vente sur cette même table les serviettes qu’il était d’usage d’offrir lors des enterrements pour poser le crucifix.
La pierre était alors installée à l’entrée du cimetière et près de la chapelle des frères de Charité. Elle est déplacée en 1895 pour permettre l’agrandissement du cimetière. C’est peut-être à cette occasion qu’un des supports est brisé et remplacé par un meneau de fenêtre. À la demande de Coutil, le dolmen est finalement déplacé contre l’église où il se trouve actuellement.